# Agrotis hephaestaea
Agrotis hephaestaea är en fjärilsart som beskrevs av Edward Meyrick 1904. Agrotis hephaestaea ingår i släktet Agrotis och familjen nattflyn. Inga underarter finns listade i Catalogue of Life.